# NGC 7560
NGC 7560 је двојна звезда у сазвежђу Рибе која се налази на NGC листи објеката дубоког неба.
Деклинација објекта је + 4° 29' 45" а ректасцензија 23h 15m 53,8s. Привидна величина (магнитуда) објекта NGC 7560 износи 15,8.